# Chlumec nad Cidlinou
Chlumec nad Cidlinou (Duits: Chlumetz an der Zidlina) is een Tsjechische stad in de regio Hradec Králové, en maakt deel uit van het district Hradec Králové. Chlumec nad Cidlinou telt 5625 inwoners (2023).

## Geschiedenis
- 1110 – De eerste schriftelijke vermelding van Lučice, een stadsdeel van Chlumec nad Cidlinou, in de Chronica Boemorum.
- 1235 – De eerste schriftelijke vermelding van Chlumec nad Cidlinou.[1]

## Geboren
- František Krejčík (1866-1911), componist en kapelmeester